# أوبوس لاتيريكيوم

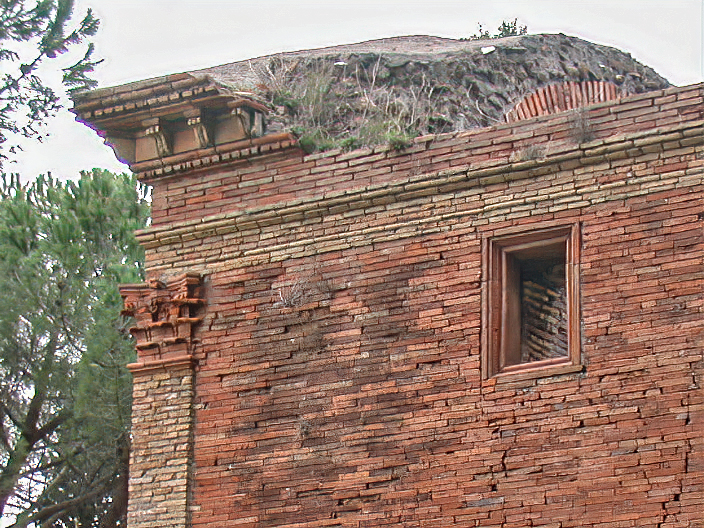
طوب روماني مبني بطريقة أوبوس لاتيريكيوم في روما.

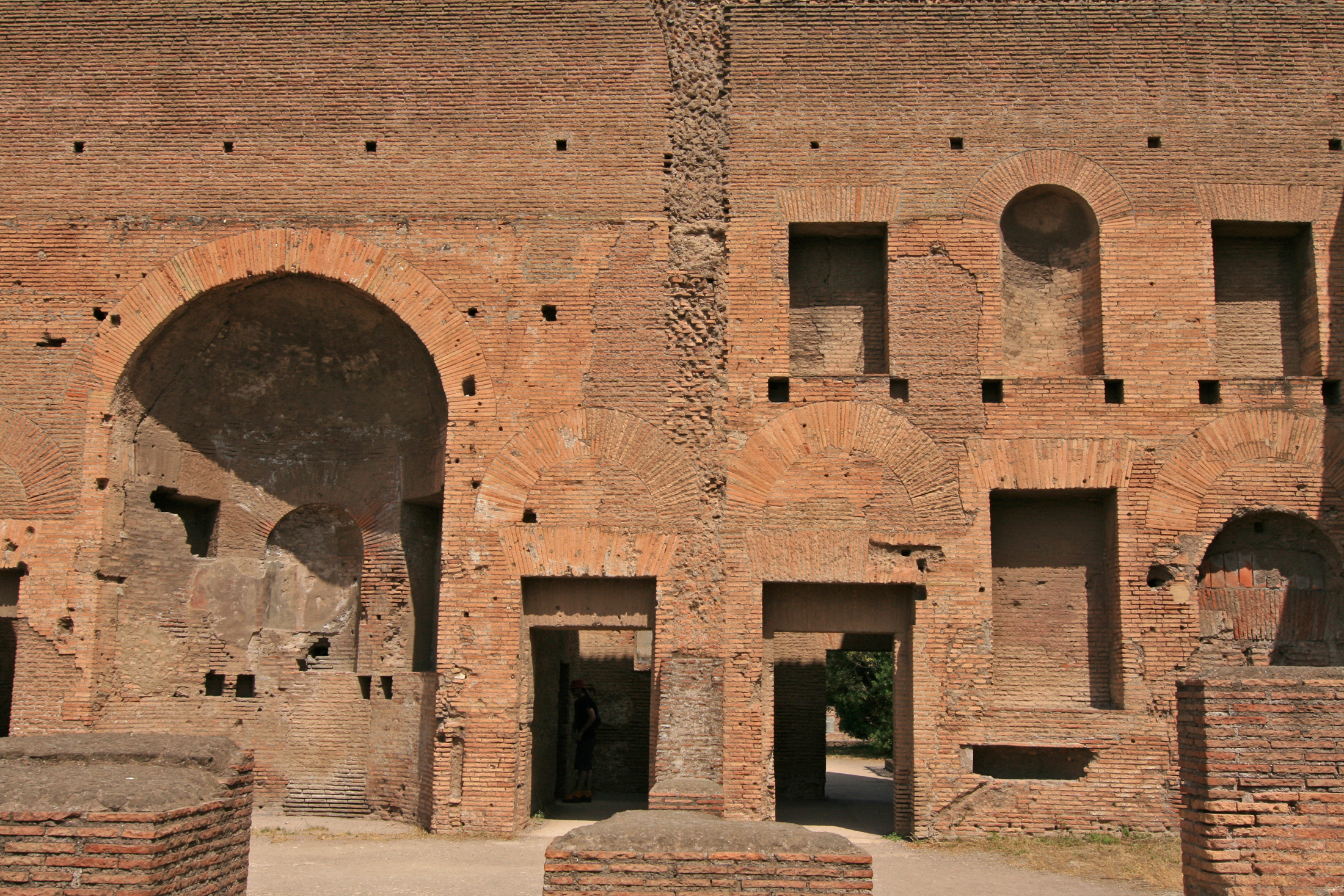
جدار طوب في دوموس أوغستانا، روما.

أوبوس لاتيريكيوم أو أوبوس تيستاسيوم (باللاتينية: Opus latericium أو Opus testaceum) شكل روماني قديم للبناء، وأحد أشكال تقنية جدران الإمبلكتون. كان يُستخدم فيه الطوب المبني على واجهة خشنة من الخرسانة الرومانيّة والتي كان يُطلق عليها اسم أوبوس كامينتيكيوم، وذلك ليعطي انطباعًا بأن الجدار مبني من الطوب أو البلاط أو كلاهما بدلاً من كونه مُجرَّد جدار مُصفَّح.
لقد كان أوبوس لاتيريكيوم هو الشكل المهيمن للجدران في عهد الإمبراطوريّة الرومانيّة. كما ذكر الكاتب والمعمار الروماني فيتروفيوس أن شكله كان مُحدَّدًا باستخدام الطوب الطيني غير المحروق.

## وصلات خارجية
- استخدام الخرسانة الرومانية - أوبوس كامينتيكيوم (بالإنجليزية)
- معجم أوكسفورد للعمارة - النسخة الثالثة: أوبوس (بالإنجليزية)